# NGC 7364
NGC 7364 је лентикуларна галаксија у сазвежђу Водолија која се налази на NGC листи објеката дубоког неба.
Деклинација објекта је - 0° 9' 45" а ректасцензија 22h 44m 24,2s. Привидна величина (магнитуда) објекта NGC 7364 износи 12,7 а фотографска магнитуда 13,6. NGC 7364 је још познат и под ознакама UGC 12174, MCG 0-58-1, CGCG 379-2, PGC 69630.